# 宮浦清
宮浦 清（みやうら きよし、Kiyoshi Miyaura、1953年8月29日 - ）は、日本の音楽家、サックス奏者、音楽プロデューサー、呼吸研究家、発明家。東京都練馬区出身。

## 略歴
自由学園初等部、男子部を経て、国際基督教大学（ICU）に進学。人類学を専攻。ICU卒業後、アメリカ・ボストンのバークリー音楽大学で作編曲を専攻。
1981年から1982年はサンフランシスコ・ベイエリアのカリフォルニア大学バークレー校 Jazz Ensembleにて客員助手。
代表的音楽作品は1988年公開のアニメ映画、ルパン三世風魔一族の陰謀。音楽プロデュースの分野では、首都圏FM局J-WAVEの開局から番組制作に携わり、開局から14年続いた深夜の長寿番組「STILL LIFE」をプロデュース。そのテーマ曲「After The Rain」もJ-WAVEの夜のテーマ曲として知られる。
特許を取得している音楽に関わる発明は、音楽呼吸法・特許第6828906号、特許第6828941号、メロディコード・特許第6081382号、メロディグラフ・特許第6828909号、特許第6828940号他がある。